# Microlinyphia mandibulata
Microlinyphia mandibulata là một loài nhện trong họ Linyphiidae.
Loài này thuộc chi Microlinyphia. Microlinyphia mandibulata được James Henry Emerton miêu tả năm 1882.